# Toronto
Toronto (IPA: [təˈɹɒntoʊ̯]; pronuncia locale: [ˈtrɒnoʊ] oppure [təˈɹɒnə], ) è una città dell'estremo Sud-Est del Canada, capoluogo della provincia dell'Ontario e centro più popoloso del Canada con i suoi 2 794 356 abitanti (6 202 225 se si considera anche l'area metropolitana).
Cuore pulsante del sistema economico del Canada è, insieme a Montréal, la città del Paese nordamericano più conosciuta nel mondo, seguita dalla capitale Ottawa. La caratteristica della città è quella di essere una delle più multiculturali nel mondo, con circa il 36% degli abitanti di origine non canadese. Per dare un'idea di ciò basti pensare che il 911 (numero telefonico di emergenza) di Toronto è attrezzato per rispondere in oltre centocinquanta lingue. La terza più grande comunità è costituita dagli italiani, che hanno dato un enorme contributo allo sviluppo di questo Paese. Si stima che le persone di origine italiana residenti a Toronto siano superiori a 500 000. Il primo quartiere dove si insediarono gli italiani fu quello di College, successivamente si spostarono a Saint Clair denominata con il nome aggiuntivo di Corso Italia dal 1988.
Toronto è una delle città più grandi del mondo occidentale ed è suddivisa in duecentoquaranta quartieri all'interno dei suoi confini, raggruppati in sei distretti (Old Toronto, East York, Etobicoke, Scarborough, North York e York, dove si trova anche il quartiere di Weston). Nella parte centrale di Toronto (Downtown Toronto) c'è una città sotterranea, chiamata PATH (in inglese: il sentiero o il percorso), costituita da una rete di collegamenti che mettono in collegamento i grattacieli della città. Il percorso è lungo più di 30 km. Secondo il Guinness dei primati, con i suoi 371600 m² di estensione, il PATH è il più esteso centro commerciale sotterraneo del mondo.
I residenti considerano questi 30 km di strade sotterranee come parte della città stessa, come se la città iniziasse non dal suolo, ma dal piano -3. Venne creata agli inizi degli anni sessanta perché in inverno, spazzata da venti nordici, Toronto è molto fredda in rapporto alla latitudine, mentre sotto ci si può muovere in abiti primaverili, sulle strade superiori, durante straordinarie irruzioni gelide ci possono essere temperature di −25/−30 °C al primo mattino o di sera. Di notte si può scendere un po' più in basso e in tali casi le massime rimangono spesso a −20 °C . Il traffico automobilistico convenzionale è bandito nella città sotterranea, gli spostamenti sono previsti a piedi o con mezzi per disabili, ma il path ha numerosi punti di contatto con la viabilità esterna (parcheggi) o, molto più frequentemente, con una fitta rete di stazioni del trasporto pubblico di superficie o sotterraneo (subway).
Per muoversi nella parte sotterranea è molto importante fare riferimento a elementi di identificazione degli incroci (come elementi architettonici, facciate di banche, negozi tipici, ecc.), dato che non sempre il percorso sotterraneo (pedonale) corrisponde a quello (stradale) di superficie; o meglio, se non si è pratici, bisogna usare la mappa. La città sotterranea è completamente attrezzata come una città comune: ci sono banche, uffici postali, locali pubblici, ristoranti, uffici e supermercati. Le maggiori istituzioni (stazioni ferroviarie, aziende pubbliche, aziende commerciali, ecc.) hanno accesso multiplo: di superficie e sotterraneo.

## Geografia fisica

### Territorio

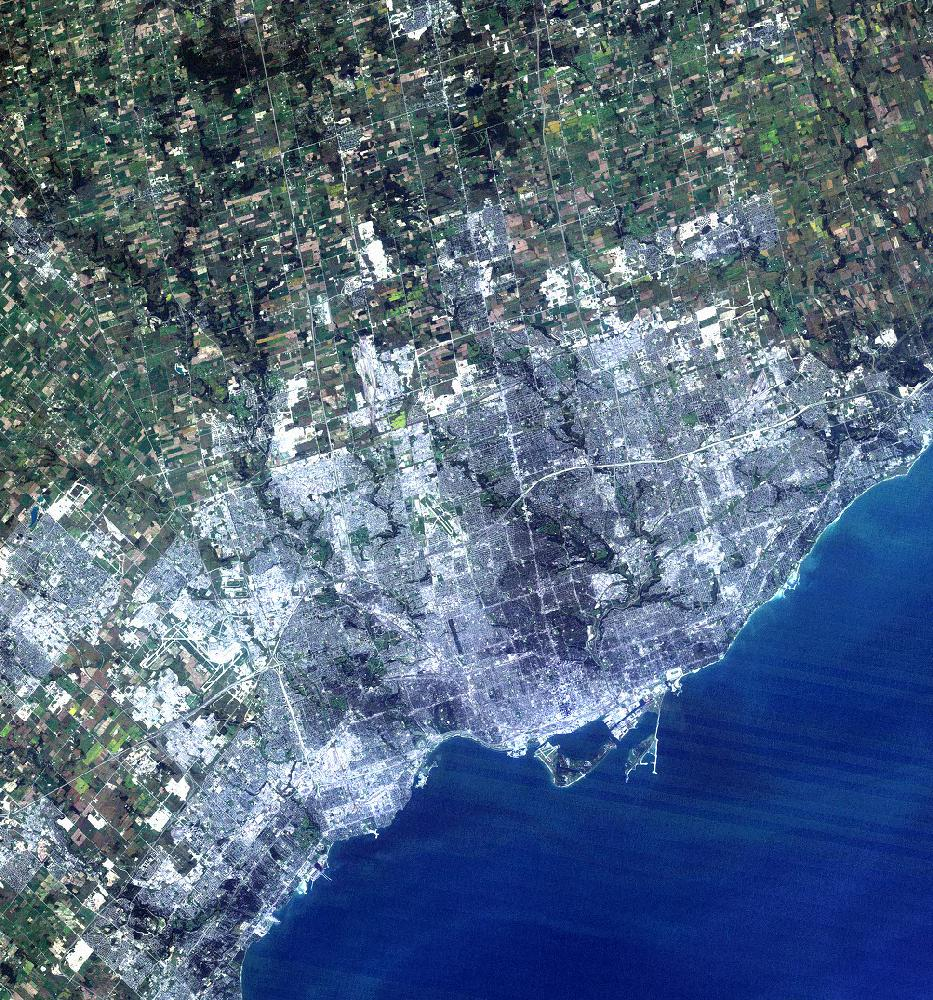
Immagine a colori di Toronto ripresa dal satellite della NASA Landsat 7 nel 2004.

Toronto è situata nella regione dei Grandi Laghi, dove vivono circa un quarto dei canadesi, e rispetto alle dimensioni del Paese sicuramente non è distante dalla capitale canadese Ottawa che si trova in direzione nord-est. La metropoli si affaccia per circa 46 km sul Lago Ontario e copre un'area di 630 km², arrivando a una distanza tra confine nord e confine sud di 21 km e tra est e ovest di 43 km. I suoi confini sono delimitati dal lago stesso a sud, dalla Highway 427 e dall'Etobicoke Creek a ovest, dal Rouge River a est e dalla Steeles Avenue a nord.
Nella città è presente una foresta urbana.

Toronto

### Clima
Il clima di Toronto, data la fortissima continentalità tipica dell'America del Nord, è caratterizzato da inverni quasi rigidi anche se più miti del resto del Canada (esclusa Vancouver, situata ben più a nord di Toronto ma all'estremità occidentale del Paese, sulla costa pacifica). Le estati, considerata la latitudine, sono miti (fresche in rapporto al Sole) e piuttosto variabili, talvolta possono presentare periodi particolarmente caldi.
La temperatura massima registrata a Toronto fu di 40,6 °C l'8 luglio del 1936, mentre la minima storica risale al 10 gennaio del 1859, quando la temperatura scese a −32,8 °C
| Toronto (1971-2000)              | Mesi | Mesi | Mesi | Mesi | Mesi | Mesi | Mesi | Mesi | Mesi | Mesi | Mesi | Mesi | Stagioni | Stagioni | Stagioni | Stagioni | Anno  |
| Toronto (1971-2000)              | Gen  | Feb  | Mar  | Apr  | Mag  | Giu  | Lug  | Ago  | Set  | Ott  | Nov  | Dic  | Inv      | Pri      | Est      | Aut      | Anno  |
| -------------------------------- | ---- | ---- | ---- | ---- | ---- | ---- | ---- | ---- | ---- | ---- | ---- | ---- | -------- | -------- | -------- | -------- | ----- |
| T. max. media (°C)               | −1   | 0    | 5    | 11   | 19   | 24   | 26   | 25   | 21   | 14   | 7    | 2    | 0,3      | 11,7     | 25       | 14       | 12,8  |
| T. media (°C)                    | −4   | −3   | 1    | 8    | 14   | 19   | 22   | 21   | 17   | 11   | 5    | −1   | −2,7     | 7,7      | 20,7     | 11       | 9,2   |
| T. min. media (°C)               | −7   | −6   | −2   | 4    | 10   | 15   | 18   | 17   | 13   | 7    | 2    | −4   | −5,7     | 4        | 16,7     | 7,3      | 5,6   |
| T. max. assoluta (°C)            | 16   | 14   | 27   | 32   | 34   | 37   | 41   | 39   | 38   | 30   | 24   | 20   | 20       | 34       | 41       | 38       | 41    |
| T. min. assoluta (°C)            | −33  | −32  | −27  | −15  | −4   | −2   | 4    | 4    | −2   | −9   | −21  | −30  | −33      | −27      | −2       | −21      | −33   |
| Giorni di gelo (Tmin ≤ 0 °C)     | 27   | 23   | 19   | 5    | 0    | 0    | 0    | 0    | 0    | 1    | 9    | 22   | 72       | 24       | 0        | 10       | 106   |
| Giorni di ghiaccio (Tmax ≤ 0 °C) | 17   | 14   | 7    | 1    | 0    | 0    | 0    | 0    | 0    | 0    | 2    | 10   | 41       | 8        | 0        | 2        | 51    |
| Precipitazioni (mm)              | 61   | 51   | 66   | 70   | 73   | 72   | 68   | 80   | 83   | 65   | 76   | 71   | 183      | 209      | 220      | 224      | 836   |
| Giorni di pioggia                | 5    | 5    | 8    | 11   | 12   | 11   | 10   | 11   | 11   | 11   | 11   | 7    | 17       | 31       | 32       | 33       | 113   |
| Nevicate (cm)                    | 38,2 | 26,6 | 22,0 | 6,0  | 0,0  | 0,0  | 0,0  | 0,0  | 0,0  | 0,1  | 8,1  | 32,2 | 97,0     | 28,0     | 0,0      | 8,2      | 133,2 |
| Giorni di neve                   | 12   | 9    | 6    | 2    | 0    | 0    | 0    | 0    | 0    | 0    | 3    | 10   | 31       | 8        | 0        | 3        | 42    |
| Giorni con manto nevoso ≥ 1 cm   | 21   | 19   | 11   | 1    | 0    | 0    | 0    | 0    | 0    | 0    | 2    | 12   | 52       | 12       | 0        | 2        | 66    |
| Ore di soleggiamento mensili     | 88   | 110  | 156  | 185  | 229  | 256  | 276  | 241  | 188  | 148  | 84   | 75   | 273      | 570      | 773      | 420      | 2 036 |

## Storia

### Prima del 1800
Quando i primi europei arrivarono nel sito dove sorge l'odierna Toronto, la regione era già abitata da tribù di Uroni, che avevano a loro volta scacciato gli Irochesi che per secoli popolarono l'area prima del Cinquecento. Il nome Toronto è probabilmente derivato dalla parola irochese tkaronto, che significa "luogo dove gli alberi stanno in acqua".
I commercianti francesi fondarono Fort Rouillé nel 1750 dove ora è posta l'Exhibition Place, ma l'abbandonarono nel 1759. Durante la guerra d'indipendenza americana, la regione vide l'afflusso di coloni britannici lealisti fuggiti nelle terre a nord del Lago Ontario. Nel 1787 l'impero britannico negoziò l'acquisto di 1000 km² di terreno intorno alla zona di Toronto.
Nel 1793 il governatore John Graves Simcoe istituì la città di York e le assegnò il nome in onore del duca Federico Augusto di York e Albany.
Simcoe scelse la città sostituendo la precedente capitale dell'Alto Canada che era posta a Newark, credendo in tal modo che il nuovo sito fosse meno vulnerabile agli attacchi da parte degli statunitensi. Fort York fu costruito all'ingresso del porto naturale della città, protetto da una lunga penisola sabbiosa.

### 1800 - 1945

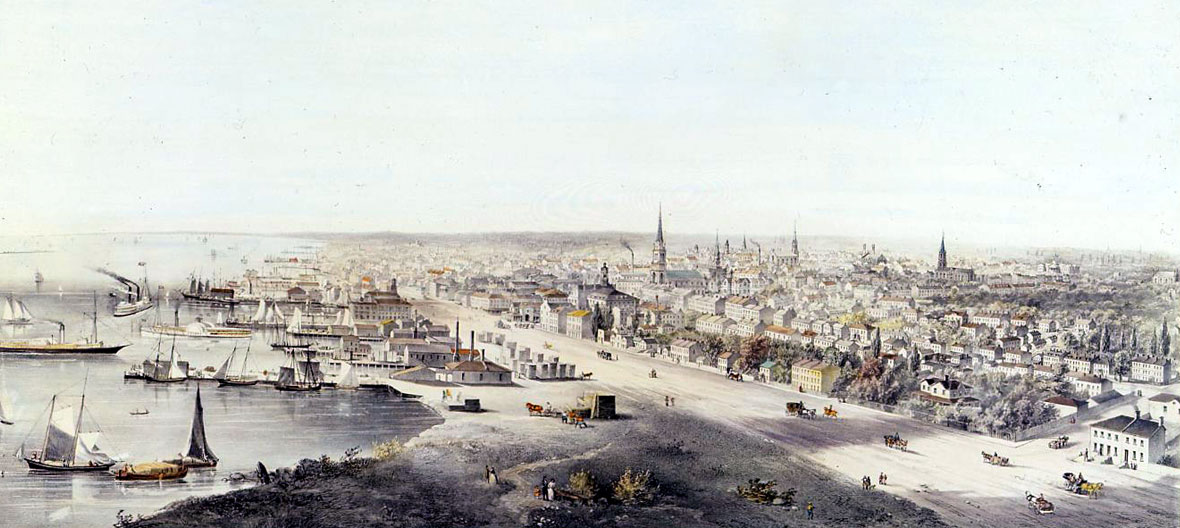
Toronto nel 1854

Nel 1813, durante la guerra anglo-americana, la battaglia di York si concluse con la caduta della città e il saccheggio da parte delle forze americane. La resa della città fu negoziata da John Strachan. I soldati americani distrussero buona parte di Fort York e appiccarono il fuoco agli edifici del parlamento durante la loro occupazione durata cinque giorni.
York fu incorporata come città di Toronto il 6 marzo 1834, con il ritorno al suo originale nome nativo. La popolazione era di soli 9 000 abitanti, inclusi gli schiavi afro-americani fuggiti dagli Stati Uniti. La schiavitù fu abolita a titolo definitivo nell'Alto Canada nel 1834. William Lyon Mackenzie divenne il primo sindaco di Toronto, e guidò l'infruttuosa ribellione dell'Alto Canada nel 1837 contro il governo coloniale britannico.

La città crebbe rapidamente attraverso buona parte del XIX secolo, e fu una delle principali destinazioni per gli immigrati arrivati in Canada. Il primo significativo afflusso di immigrati si verificò con la grande carestia irlandese tra il 1846 e il 1849 che portò un grande numero di irlandesi in città (alcuni di loro solo per un periodo transitorio), la maggior parte dei quali di fede cattolica. Nel 1851 la popolazione di origine irlandese era diventata in termini numerici il più importante gruppo etnico della città. Un più piccolo gruppo di immigrati irlandesi protestanti fu accolto dalla popolazione scozzese e inglese.

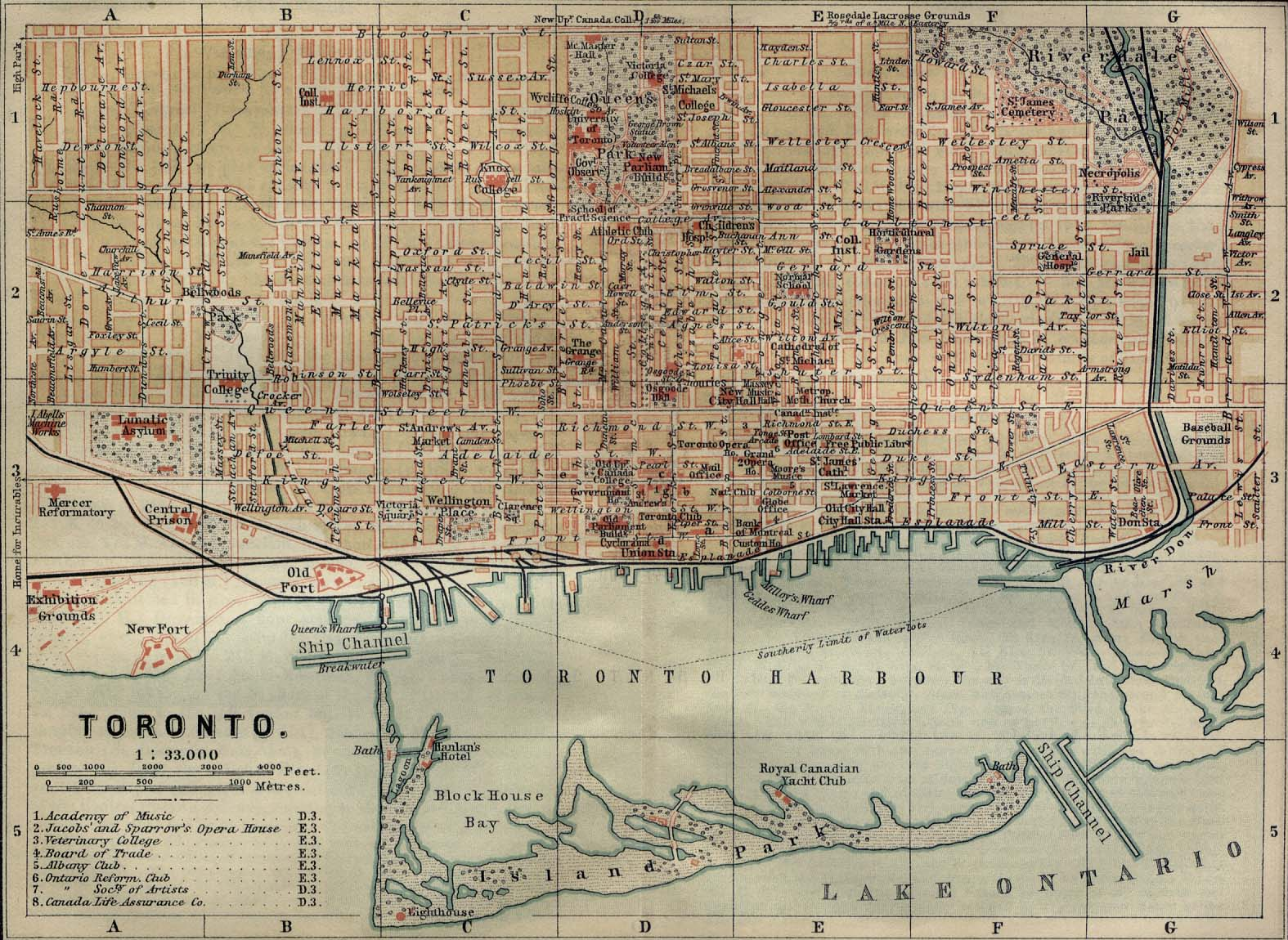
Mappa di Toronto del 1894

Toronto fu per ben due volte, ma per brevi periodi, la capitale della Provincia del Canada, nel 1849-1852 a seguito di disordini a Montréal, e successivamente nel 1856-1858. Come lo fu per l'Alto Canada nel 1793 Toronto divenne la capitale della provincia dell'Ontario (dopo la sua creazione) nel 1867 ed è rimasta tale da allora.
Durante il XIX secolo fu costruito un vasto sistema fognario e le strade furono dotate di un regolare servizio di illuminazione a gas. Importanti linee ferroviarie collegarono la città, tra cui un percorso completato nel 1854 lungo i Grandi Laghi. L'avvento della ferrovia aumentò drasticamente sia il numero di immigrati, che il commercio, facendo diventare Toronto una delle principali porte d'accesso per l'interno del continente nord americano. La prima linea tranviaria risale al 1891, quando la città concesse i diritti alla Toronto Railway Company. Il sistema di trasporto passò di proprietà pubblica nel 1921 con la Commissione Trasporti di Toronto, più tardi rinominata Toronto Transit Commission.
L'incendio del 1904 distrusse gran parte del centro di Toronto, ma la città fu ricostruita velocemente. In termini di danni, i costi di questo disastro furono superiori ai dieci milioni di dollari canadesi e impose norme di sicurezza più severe, oltre che l'implementazione del servizio di pompieri.
La città ricevette un nuovo flusso di immigrazione sul finire del XIX secolo e l'inizio del XX, in particolare tedeschi, italiani e ebrei provenienti da varie parti dell'Europa occidentale. Furono presto seguiti da cinesi, russi, polacchi e immigrati di altre nazioni dell'Europa orientale. Come gli irlandesi prima di loro, molti furono costretti a vivere in abitazioni modeste sovraffollate, nel "the Ward", posto vicino a Bay Street, ora il cuore finanziario del Paese. Nonostante la sua veloce crescita negli anni venti, Toronto in termini di popolazione e importanza economica rimase seconda nel Canada dopo Montréal. Tuttavia dal 1934 la Toronto Stock Exchange (la borsa valori) divenne la più grande del Paese.

### Dal 1945

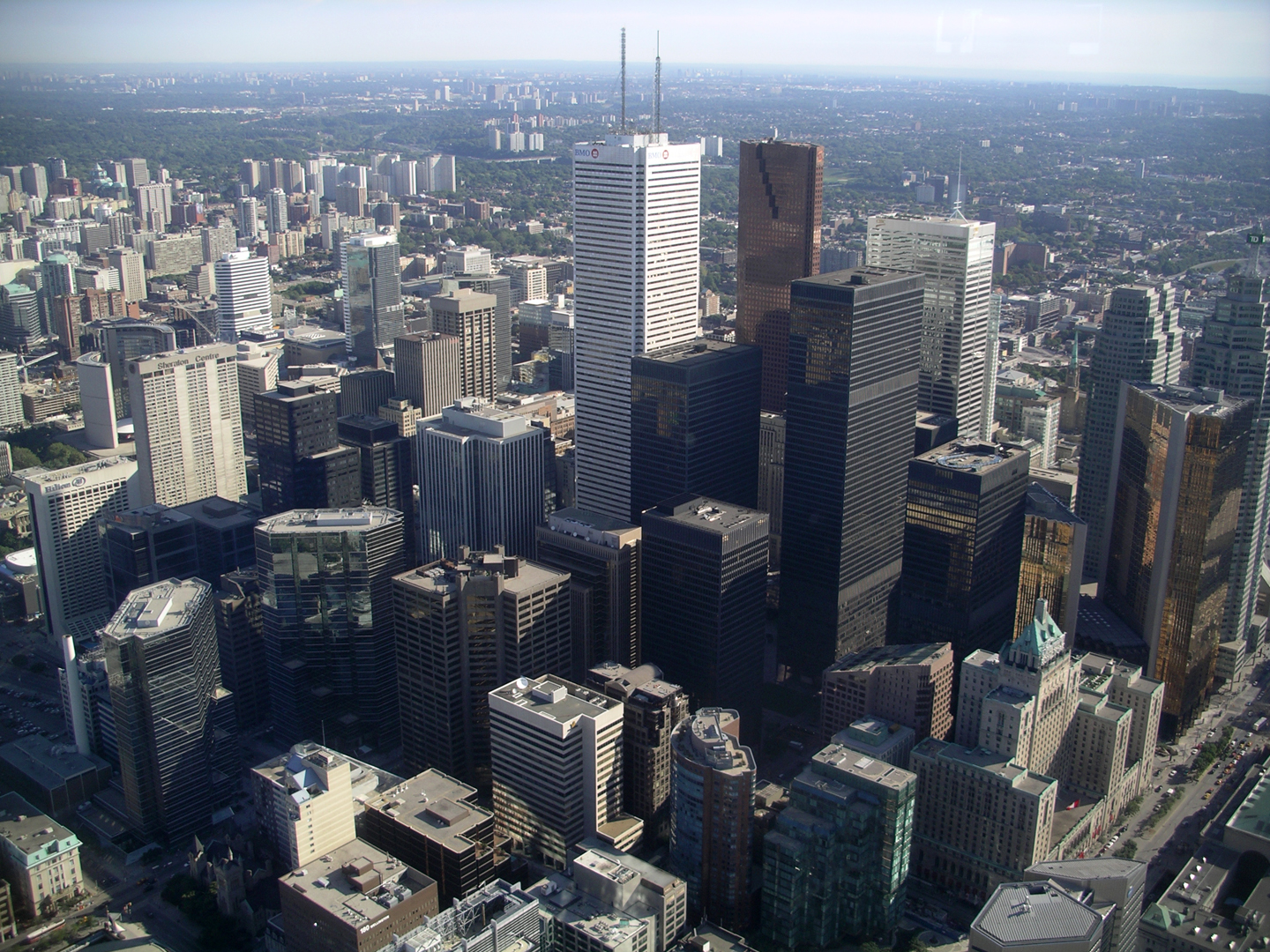
Il distretto finanziario nella Downtown Toronto

In seguito alla seconda guerra mondiale si assistette a un nuovo flusso migratorio proveniente da Europa e Cina. Arrivarono molte persone in cerca di lavoro; nel campo delle costruzioni in particolare da Italia e Portogallo. A seguito dell'eliminazione delle politiche di immigrazione su base razziale, alla fine degli anni sessanta il Paese iniziò ad attrarre immigrazione da tutte le parti del mondo.

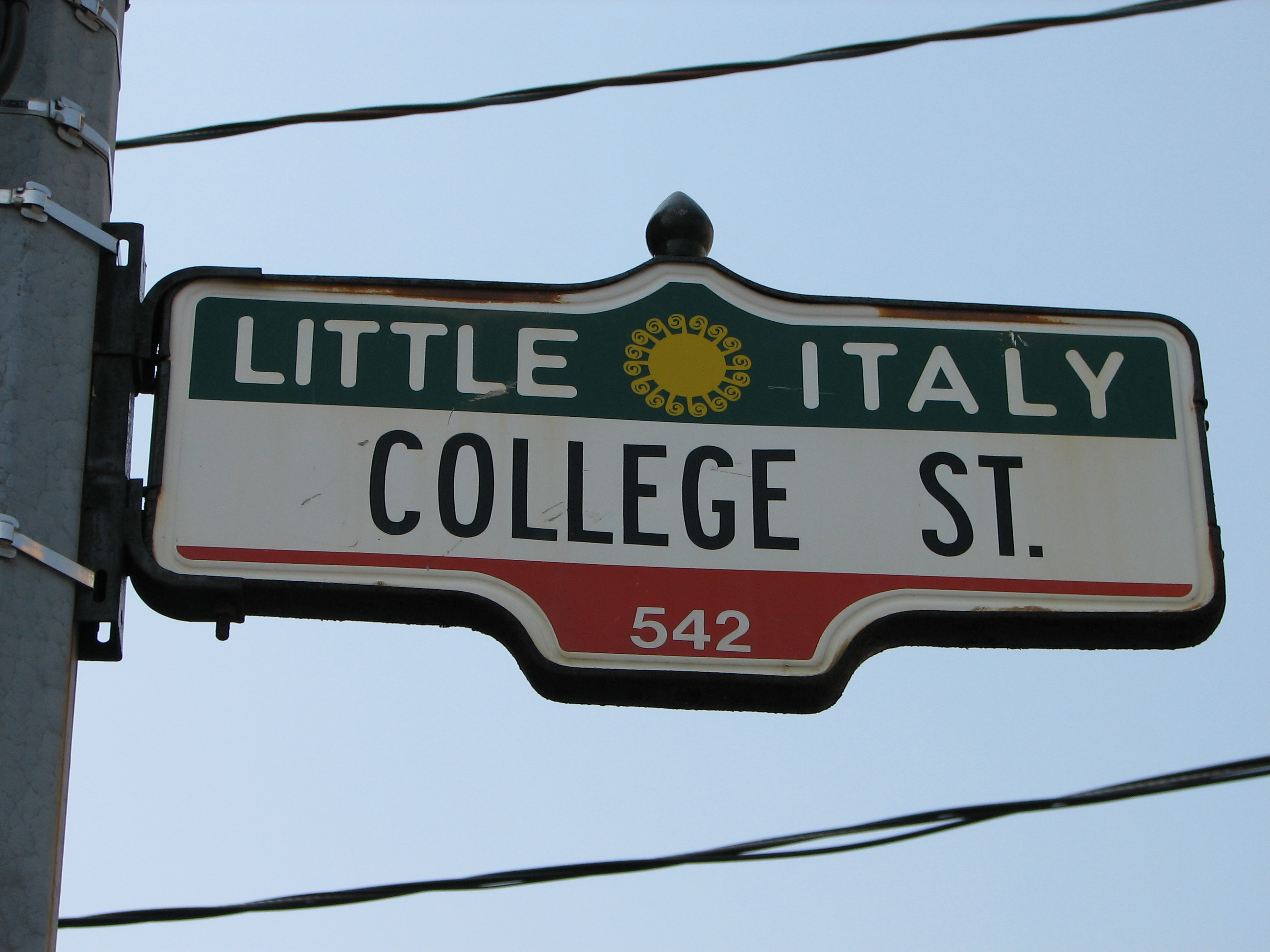
College Street è il centro della Little Italy di Toronto, il primo quartiere italiano della città

Nel 1954 Toronto fu federata in un nuovo governo regionale. Il boom del dopoguerra aveva portato a un rapido sviluppo delle periferie e si ritenne che un uso strategico, coordinato e condiviso dei servizi del territorio potesse fornire una maggiore efficienza alla regione. Il governo metropolitano iniziò a gestire servizi che andavano al di là dei confini municipali di Toronto, comprendendo le autostrade, l'acqua e il trasporto pubblico.
La popolazione superò il milione di abitanti nel 1951 e raggiunse i due milioni nel 1971. Negli anni ottanta Toronto aveva superato Montréal come popolazione e come centro economico.
Nel 1967 le sette più piccole municipalità della regione furono raggruppate con le loro vicine più grandi e come risultato si ebbero sei municipalità che comprendevano la vecchia città di Toronto, East York, Etobicoke, North York, Scarborough e York. Nel 1998 il governo metropolitano fu sciolto e le sei municipalità furono fuse in una, creando così l'attuale città di Toronto.

## Monumenti e luoghi d'interesse

### Architettura
Le aree più vecchie della città sono caratterizzate da abitazioni in stile bay-and-gable, le tipiche case a schiera in mattoni alte e strette. 

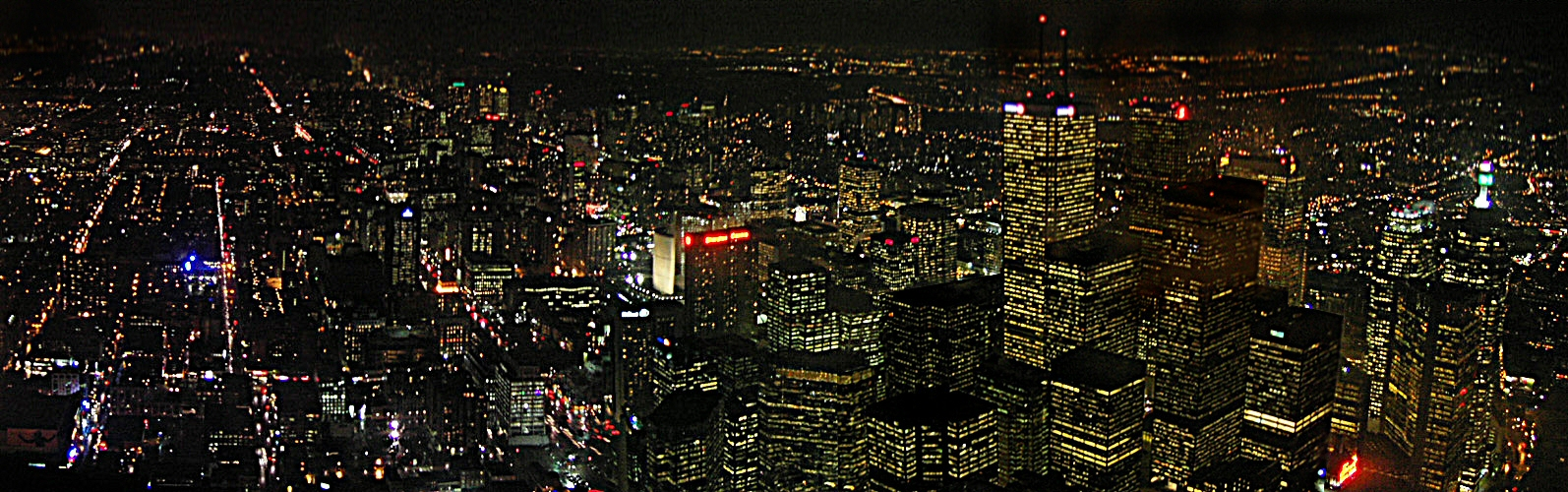
Panorama della Downtown di Toronto in notturna.

#### CN Tower

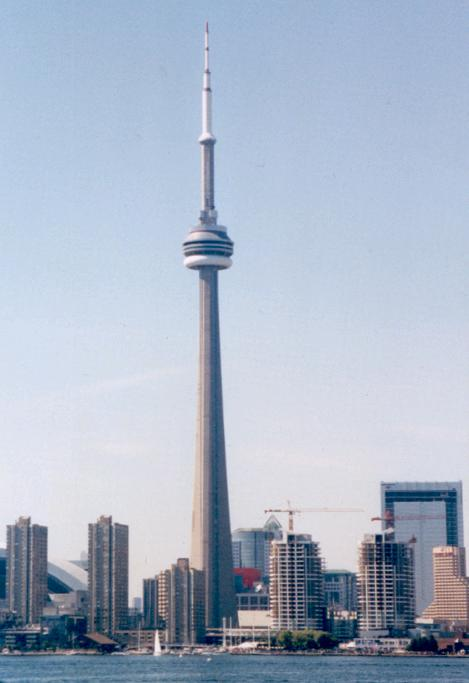
CN Tower.

Una delle principali attrazioni turistiche di Toronto è senza dubbio la Canadian National Tower o CN Tower che, con i suoi 553,3 m, è stata la torre più alta del mondo per ben 31 anni, fino al settembre 2007, quando è stata sorpassata dal grattacielo Burj Khalifa (poi completato nel gennaio 2010).
La CN Tower fu costruita tra il 1973 e il 1976 per ordine della più importante compagnia televisiva canadese, la CBC, che necessitava di una nuova torre per le trasmissioni. La compagnia trovò uno sponsor per la costruzione nella società statale che gestiva, e gestisce tuttora, la rete ferroviaria, cioè la CN che possedeva i terreni dove oggi sorge la torre; per questo motivo è nota al mondo con il nome di CN Tower.
L'imponente edificio di forma slanciata verso il cielo ha diverse piattaforme panoramiche per l'osservazione della città e del lago Ontario raggruppate in due settori "abitabili" dell'edificio.
La prima piattaforma panoramica chiamata "Look Out Level", alta 346 m (più della torre Eiffel), è raggiungibile tramite un ascensore panoramico ultrarapido. Da qui, oltre che osservare il panorama, salendo di un piano è possibile mangiare nel più alto ristorante girevole del mondo oppure, scendendo di un piano, testare il proprio coraggio passeggiando sul pavimento di vetro a 342 m da terra.
La seconda e più alta piattaforma panoramica chiamata "Sky Pod" detiene il record di altezza a livello mondiale ed è posta a 447 m d'altezza che corrispondono a ben 147 piani.

#### Rogers Centre

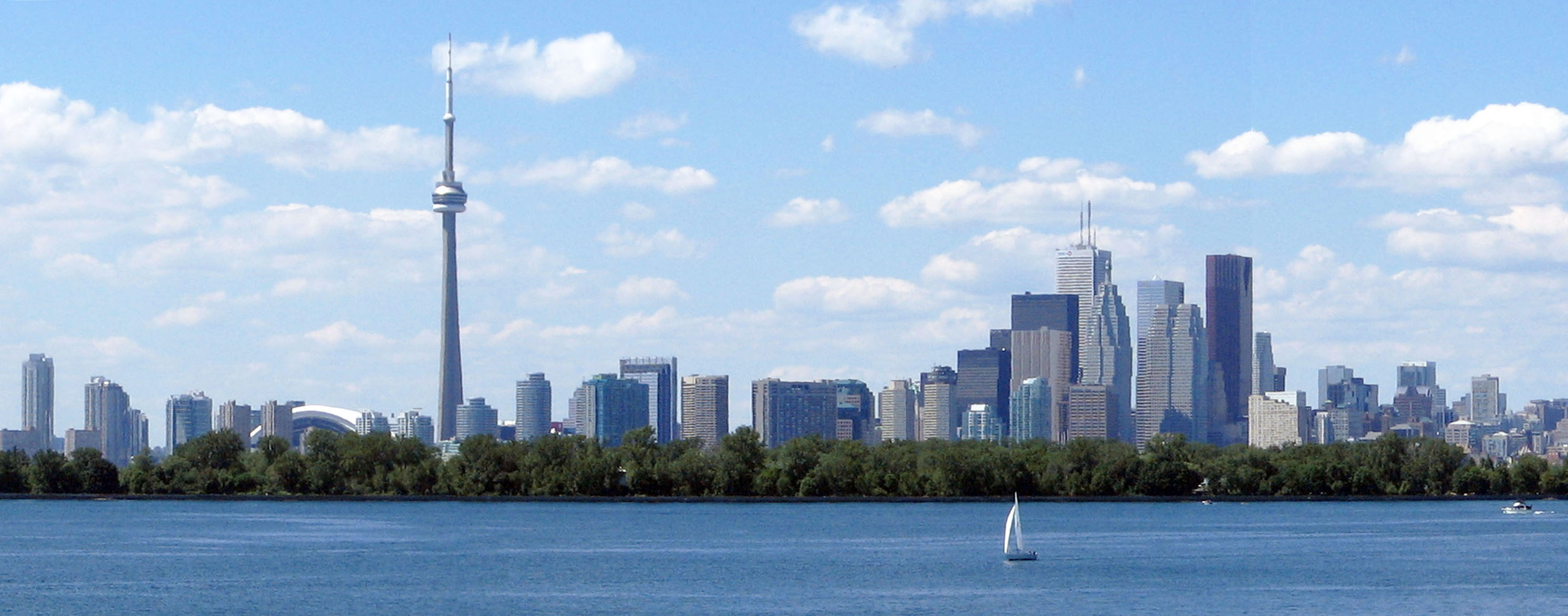
Veduta di Toronto dal Tommy Thompson Park.

Un'altra attrazione di Toronto è l'avveniristico stadio originariamente chiamato Sky Dome per la sua copertura apribile e ribattezzato Rogers Centre in seguito all'acquisto dello stesso da parte della Rogers Communications, già proprietaria dei Blue Jays, la squadra di baseball della città. Esso è posto non lontano dalle sponde del lago Ontario, ai piedi della mastodontica CN Tower. Questo stadio con tetto a cupola semovente è lo stadio apribile più grande del mondo e il peso del tetto raggiunge le 12 000 tonnellate.
Questo stadio è stato teatro di epiche imprese tra le squadre locali e le franchigie statunitensi e canadesi. Inoltre al suo interno si svolgono concerti, mostre, esposizioni. Il Rogers Centre ha ospitato diversi eventi internazionali fra i quali lo show di punta della World Wrestling Federation/Entertainment, e precisamente la WrestleMania 6 il 1º aprile del 1990 e la diciottesima edizione il 17 marzo 2002 stabilendo in questa occasione il record di spettatori paganti, pari a 68 237 persone, ma anche partite di calcio come Italia-Serbia e Montenegro del giugno 2005. Nel complesso dello stadio è presente anche un lussuoso albergo.

#### Altre architetture di Toronto

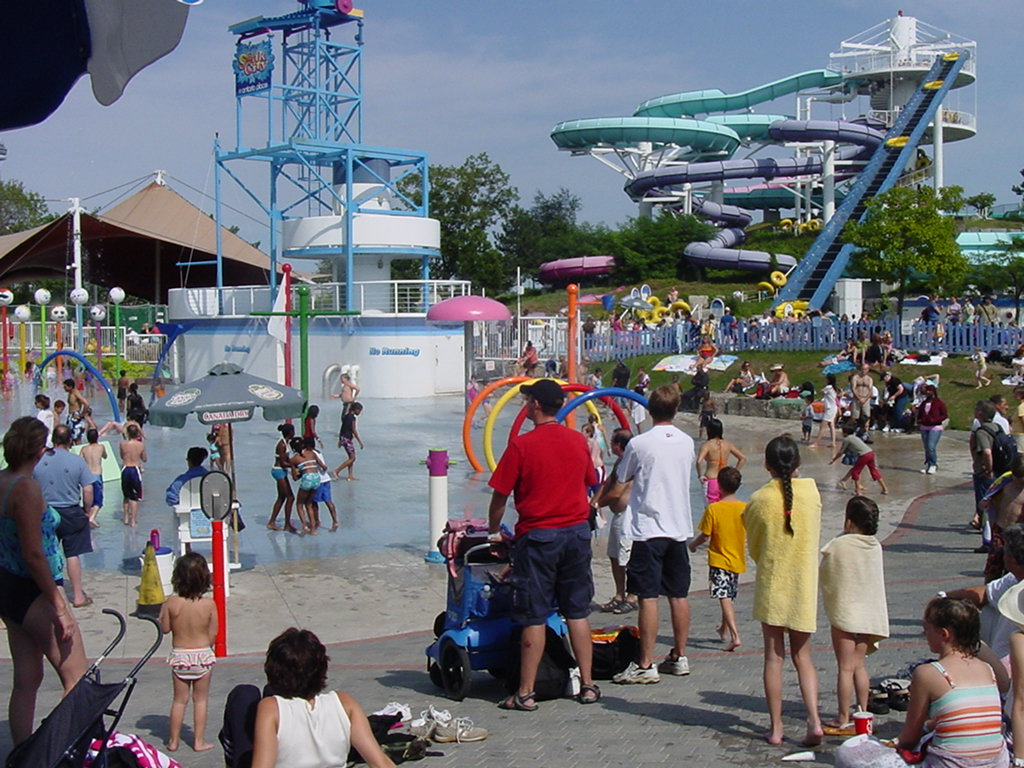
Veduta del parco Ontario Place.

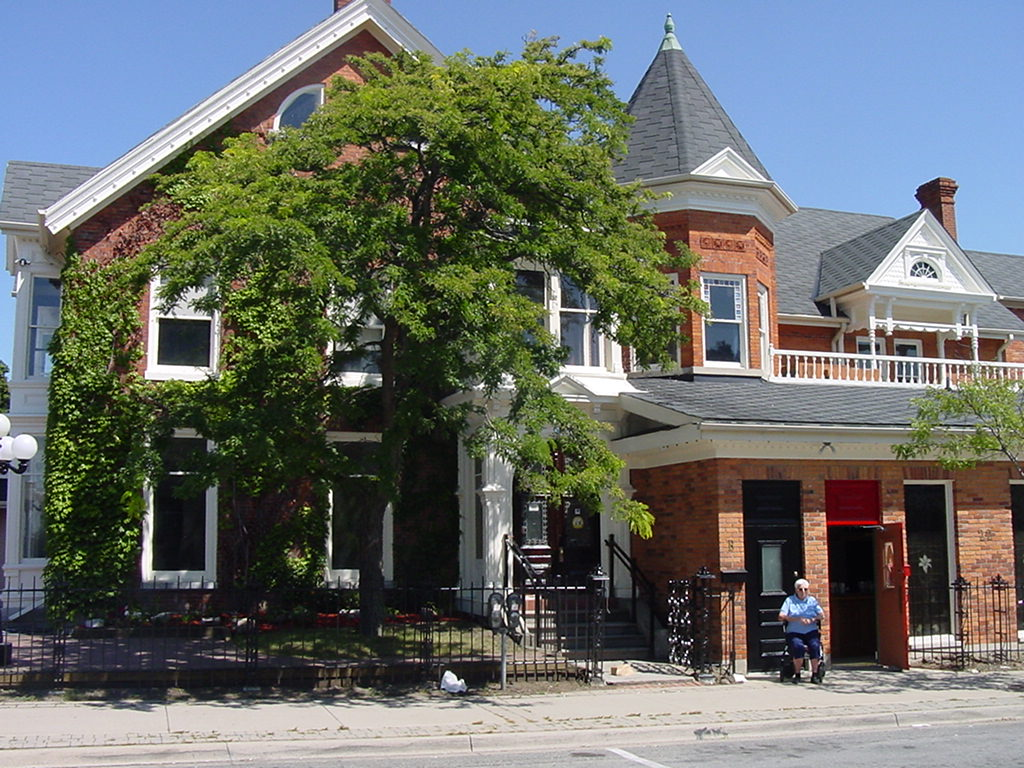
Bristol Avenue. Tipiche case di Toronto.

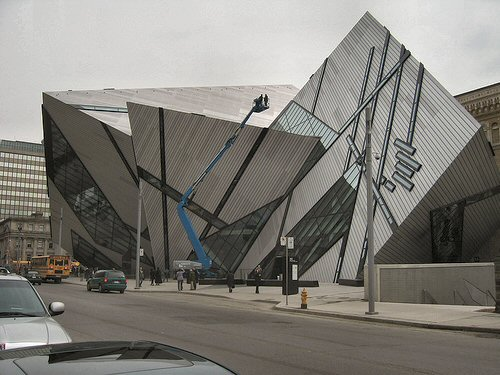
Royal Ontario Museum.

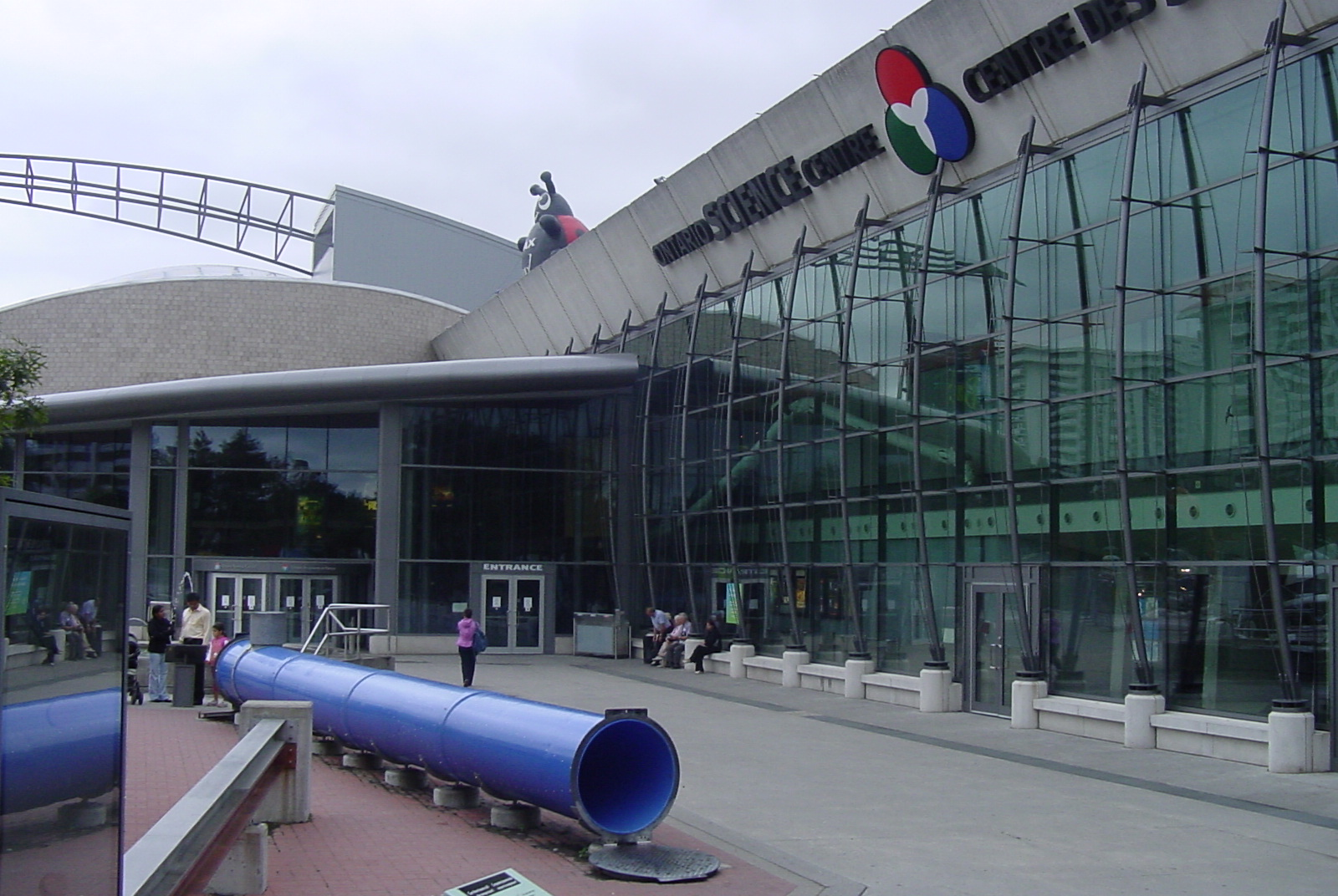
Ontario Science Museum.

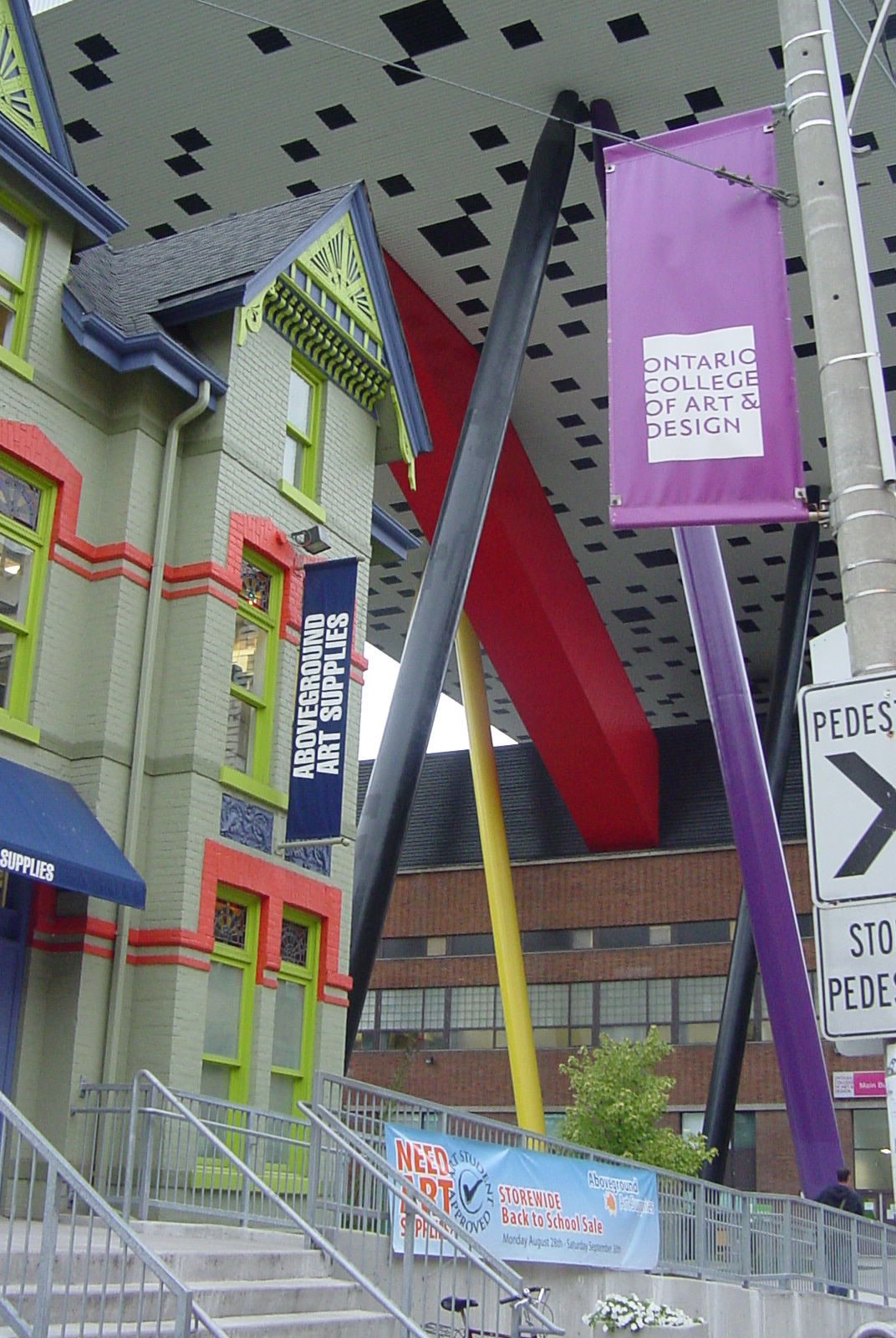
Ontario College of Art & Design.

- Casa Loma: dimora neogotica costruita nel 1911 su progetto dell'architetto canadese Edward James Lennox (1854-1933).
- La Union Station (centro intermodale con stazione ferroviaria e metropolitana), la principale stazione ferroviaria della città, la cui costruzione cominciò nel 1913 e si concluse con l'inaugurazione del 6 agosto 1926, e dal 1954 anche della metropolitana. Sul piazzale antistante vi è il Monumento al Multiculturalismo di Francesco Perilli, scultore italiano di Nereto (TE).
- Toronto City Hall, il municipio della città di Toronto fu aperto nel 1965. Il complesso, che occupa un'area di cinque ettari, compresa la Nathan Phillips Square (la grande piazza), fu progettato dall'architetto finlandese Viljo Revell. Il complesso è composto dalle due torri degli uffici, di diversa altezza e a pianta a forma di "C", e dalla sala consiliare a pianta circolare con la copertura a cupola ribassata che le conferisce la forma di un'ostrica.
- Toronto-Dominion Centre, (1967-1974) sede della omonima banca, su progetto dell'architetto Ludwig Mies van der Rohe è composto da cinque grattacieli di cui la torre più alta di 51 piani è il più alto edificio progettato dal maestro dell'International Style.
- First Canadian Place, (1975) opera dello studio Edward Durell Stone and Associates (AON Center di Chicago) in collaborazione con i torontoniani Bregman + Hamann Architects è, con i suoi 72 piani, il grattacielo più alto del Canada (298 m, 355 m compresa l'antenna) ed è anche l'edificio con più marmo di Carrara al mondo grazie ai migliaia pannelli che lo rivestono (600 t per piano).
- Brookfield Place (ex BCE Place) (1991) è un complesso di grattacieli, costruito in diversi periodi. Alla realizzazione delle varie torri ed edifici di vario genere ha lavorato, in particolare per la Bay Wellington Tower (grattacielo di 47 piani, ultimato nel 1990), lo studio Bregman + Hamann Architects, mentre gli stessi architetti, in collaborazione con lo studio statunitense Skidmore, Owings and Merrill hanno progettato l'altra torre, la TD Canada Trust Tower. Nel complesso vi è anche la Hockey Hall of Fame (Museo dell'hockey su ghiaccio) e infine la Allen Lambert Galleria progettata dall'architetto spagnolo Santiago Calatrava.
- Toronto Eaton Centre (1976 circa) è un grande centro commerciale nel cuore della Downtown di Toronto, caratterizzato da una lunghissima galleria trasparente, progettata dall'architetto Eberhard Zeidler che si ispirò alla Galleria Vittorio Emanuele II di Milano. È il centro commerciale più vasto del Canada dell'est e ha una media di un milione di visitatori alla settimana; all'interno della galleria ci sono due fermate della metropolitana.
- Il Royal Ontario Museum (chiamato ROM) è un museo recentemente ampliato dall'architetto Daniel Libeskind composto da due sezioni principali: quelle di Storia Naturale e quella delle Culture del Mondo, dove sono conservate collezioni provenienti dall'Africa, dall'Asia e dall'Europa. L'opera di ampliamento consiste prevalentemente nell'aggiunta del nuovo padiglione chiamato "Michael Lee-Chin Crystal" oltre alla ristrutturazione degli ambienti preesistenti.
- L'Ontario Science Museum.
- L'Art Gallery of Ontario (chiamata AGO) è una galleria d'arte recentemente ristrutturata e ampliata dall'architetto nato a Toronto Frank Gehry che raccoglie tra le numerosissime opere, la più vasta collezione di sculture di Henry Moore al mondo. Uno degli elementi più caratteristici del recente ampliamento è la grande Galleria Italia che si affaccia per tutta la sua lunghezza su Dundas Street e ospita collezioni di artisti italiani. Si possono apprezzare inoltre, sia all'interno che all'esterno dell'edificio, le due ardite scale elicoidali che salgono sospese nel vuoto per raggiungere i vari livelli della nuova torre espositiva rivestita di zinco-titanio blu.
- L'Ontario College of Art & Design, il cui ultimo ampliamento fu progettato dall'architetto Will Alsop della Alsop Architects in collaborazione con Robbie/Young + Wright Architects.
- Il Four Seasons Center for the Performing Arts è un grande teatro progettato dallo studio canadese Diamond and Schmitt Architects ed è sede della Canadian Opera Company.
- Cattedrale di San Michele - Cattedrale cattolica
- L'Aga Khan Museum.
- Saint Mary Armenian Church (1983) - Chiesa armena di Santa Maria
- Yonge Dundas Square, piazza costruita nel 1998, considerata la Times Square della città.
- Sapphire Tower, progetto di albergo di lusso condominio grattacielo.
- Gooderham Building, Toronto, Edificio storico

## Società

### Evoluzione demografica
Secondo il censimento del 2016 Toronto conta 2 731 571 abitanti, diventando la città più popolosa del Canada e la quinta di tutto il Nord America, inoltre, da uno studio fatto dal Programma delle Nazioni Unite per lo sviluppo, risulta essere la seconda città al mondo per numero di residenti nati all'estero, dopo Miami in Florida.
Il 50,6% della popolazione è di origine europea (principalmente inglesi, tedeschi, irlandesi e italiani) il 12,7% di origine asiatica orientale (di cui il 10,8% cinese, l'1,4% coreana e il 0,5% giapponese), il 12,3% ha invece origini asiatiche meridionali (principalmente indiani), e il 7,0% del sudest asiatico (principalmente filippini e vietnamiti): il totale della popolazione con origini asiatiche ammonta quindi al 32,0%. L'8,6% è invece di etnia afroamericana (la percentuale di neri in tutto il Canada è molto minore rispetto ai vicini Stati Uniti d'America), il 2,8% è originario dell'America Latina, il 3,1% ha origini arabe. I nativi americani sono solo lo 0,7%, e i meticci circa lo 0,2%. L'1,5% si definisce come appartenente a due o più origini. L'1,3% si identifica invece appartenente a "altre origini".

## Cultura

### Istruzione

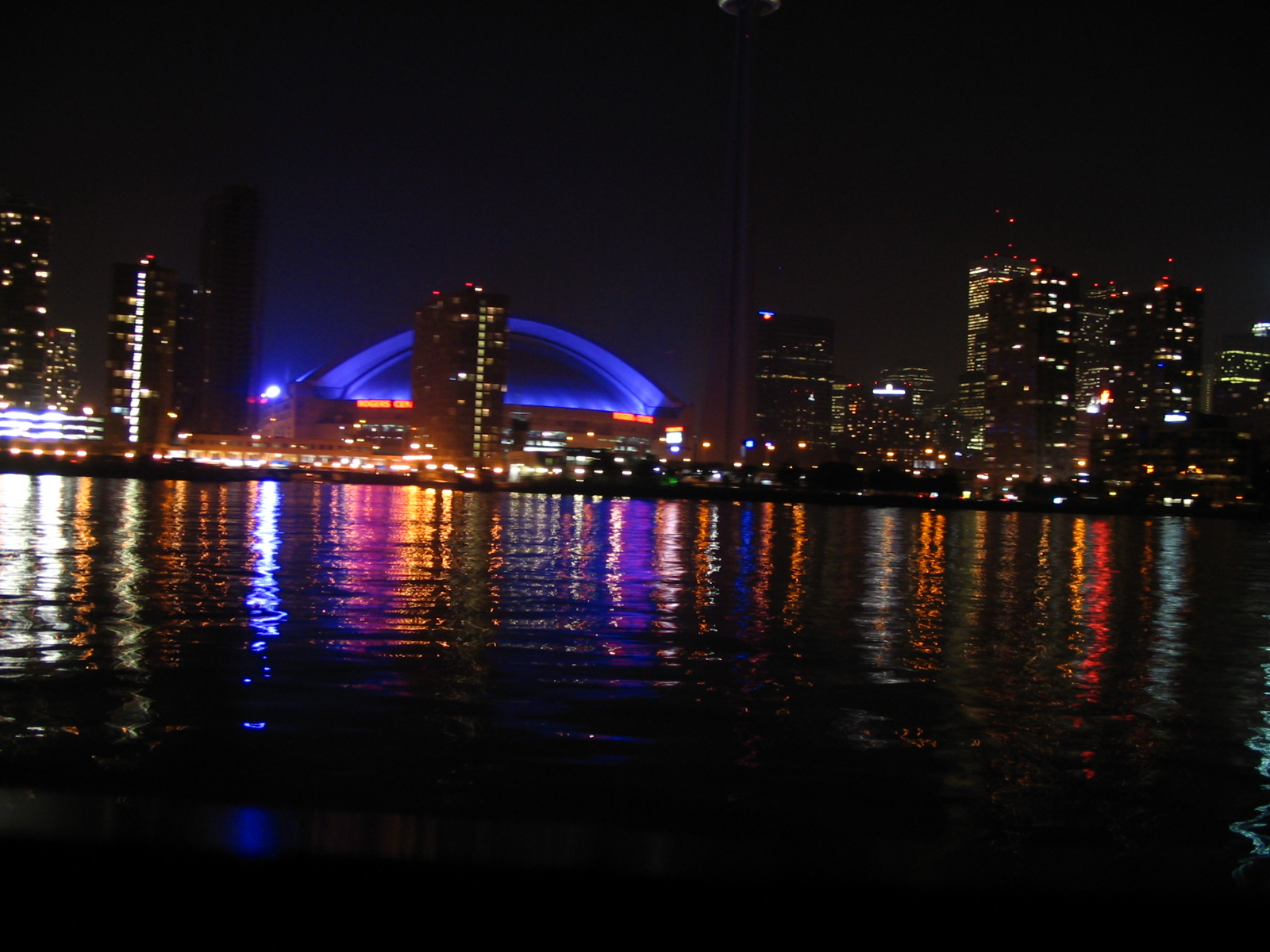
Toronto di notte. Sullo sfondo la silhouette del Rogers Centre.

A Toronto ha sede la più grande università canadese, l'Università di Toronto, oltre all'Università metropolitana di Toronto e alla York University, e numerose tra le maggiori industrie e attività economiche del Canada, che fanno di tale città il maggiore polo economico del Canada.

### Televisione

#### In lingua inglese
- CBC (Canadian Broadcasting Corporation), questo canale viene trasmesso anche negli U.S.A.,
- CTV una rete televisiva fondata il 1º gennaio 1961 con il nome CFTO-TV Toronto
- TVOntario, cominciò a trasmettere con il nome "CICA Channel 19" il 27 settembre 1970
- Citytv cominciò le trasmissioni il 28 settembre 1972, fa parte del gruppo Rogers Communications

Alliance Atlantis Communications

#### In lingua francese
- SRC, Télévision de Radio-Canada, è l'emanazione francese di CBC, ed è l'unica rete televisiva francofona che viene trasmessa in tutta la nazione,
- TFO (abbreviazione di Télé-Française d'Ontario) fu lanciata nel 1987 come La Chaîne Française, e fu rinominata "TFO" nel 1994. È una televisione pubblica della Provincia dell'Ontario che trasmette programmi educativi.

#### Multilingue
- Omni Television appartiene al gruppo "Rogers Communications" e iniziò a trasmettere nel 1979. Trasmette in italiano, portoghese, cantonese, cinese, inglese (per l'edizione del Sud dell'Asia), punjabi, coreano, tagalog.
- CHIN trasmette dalla rete CITY-TV per dieci ore alla settimana, le mattine del sabato e della domenica. La CHIN produce programmi televisivi in portoghese, lingue caraibiche, pakistano, hindi, polacco, persiano, russo, punjabi, cinese e italiano. La CHIN ha iniziato a trasmettere nel 1967, originariamente su "CIII-TV", successivamente su "CKVR-TV".

### Radio

#### In lingua inglese
- CBC Radio 2 è una radio di proprietà pubblica.

#### In francese
- Première Chaîne, del gruppo CBC.

#### Multilingue
- CHIN Radio/TV International fondata da Johnny Lombardi. È stata la prima radio multiculturale fondata come CHIN in 1966 e come CHIN-FM in 1967, anticipando la politica del governo canadese che poi seguirà questa strada, ha fondato questa stazione radio che ora trasmette per oltre trenta comunità etniche.

## Cibo
La storia culinaria di Toronto è molto diversificata e varia. Nel corso della sua storia, la città ha attirato immigrati da tutto il mondo, il che ha portato alla creazione di una vasta gamma di cucine etniche. Fin dall'inizio del 19º secolo, i ristoranti italiani hanno rappresentato una parte significativa della scena culinaria di Toronto. Nel corso degli anni, questi ristoranti sono cresciuti e si sono evoluti, diventando sempre più sofisticati e raffinati.
La cucina asiatica è stata un'altra grande influenza sulla scena culinaria di Toronto, con ristoranti cinesi, giapponesi, coreani e thailandesi che hanno aperto in tutta la città. Nel corso degli anni, la cucina asiatica ha subito una trasformazione, diventando sempre più diversificata e sofisticata.
La scena culinaria di Toronto è anche caratterizzata da una forte enfasi sull'utilizzo di ingredienti locali e di stagione. Ci sono molti ristoranti che si concentrano sull'utilizzo di prodotti freschi e di qualità provenienti da agricoltori e produttori locali. Inoltre, ci sono molti mercati agricoli e fiere del cibo in cui è possibile acquistare e gustare i prodotti locali.
In generale, la scena culinaria di Toronto è in continua evoluzione e crescita, offrendo una vasta gamma di opzioni culinarie per i suoi abitanti e i visitatori.

## Infrastrutture e trasporti

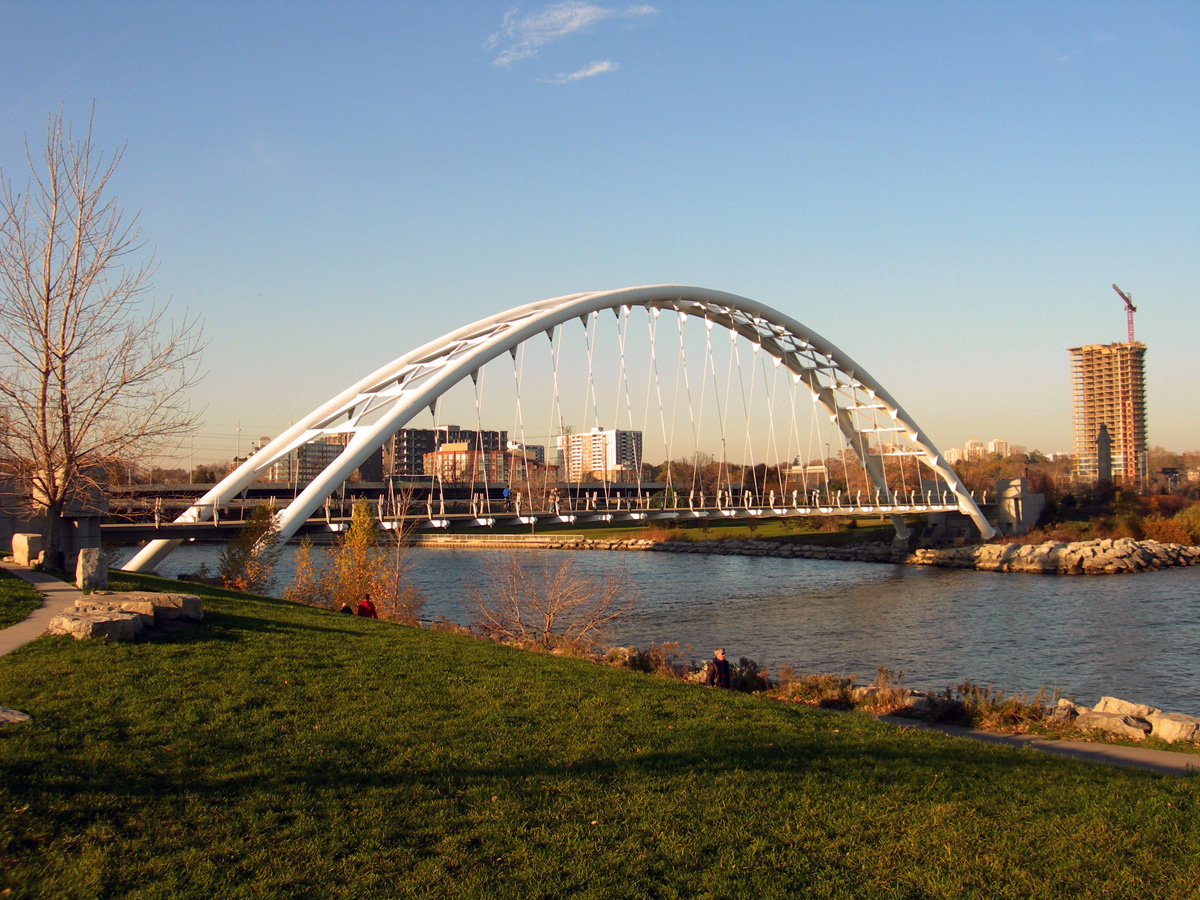
L'Humber Bay Arch Bridge, ponte pedonale e ciclabile costruito nel 1994 alla foce del fiume Humber

La città di Toronto è dotata di due aeroporti, di cui uno internazionale, il Pearson International Airport, che è probabilmente il maggiore scalo aeroportuale di tutto il Canada. Vi sono inoltre diversi aeroporti, tra cui anche quello internazionale di Hamilton, dislocati nella zona metropolitana circostante Toronto stessa.
La città dispone anche di una rete metropolitana con quattro linee e di un'estesa rete tranviaria.

## Amministrazione

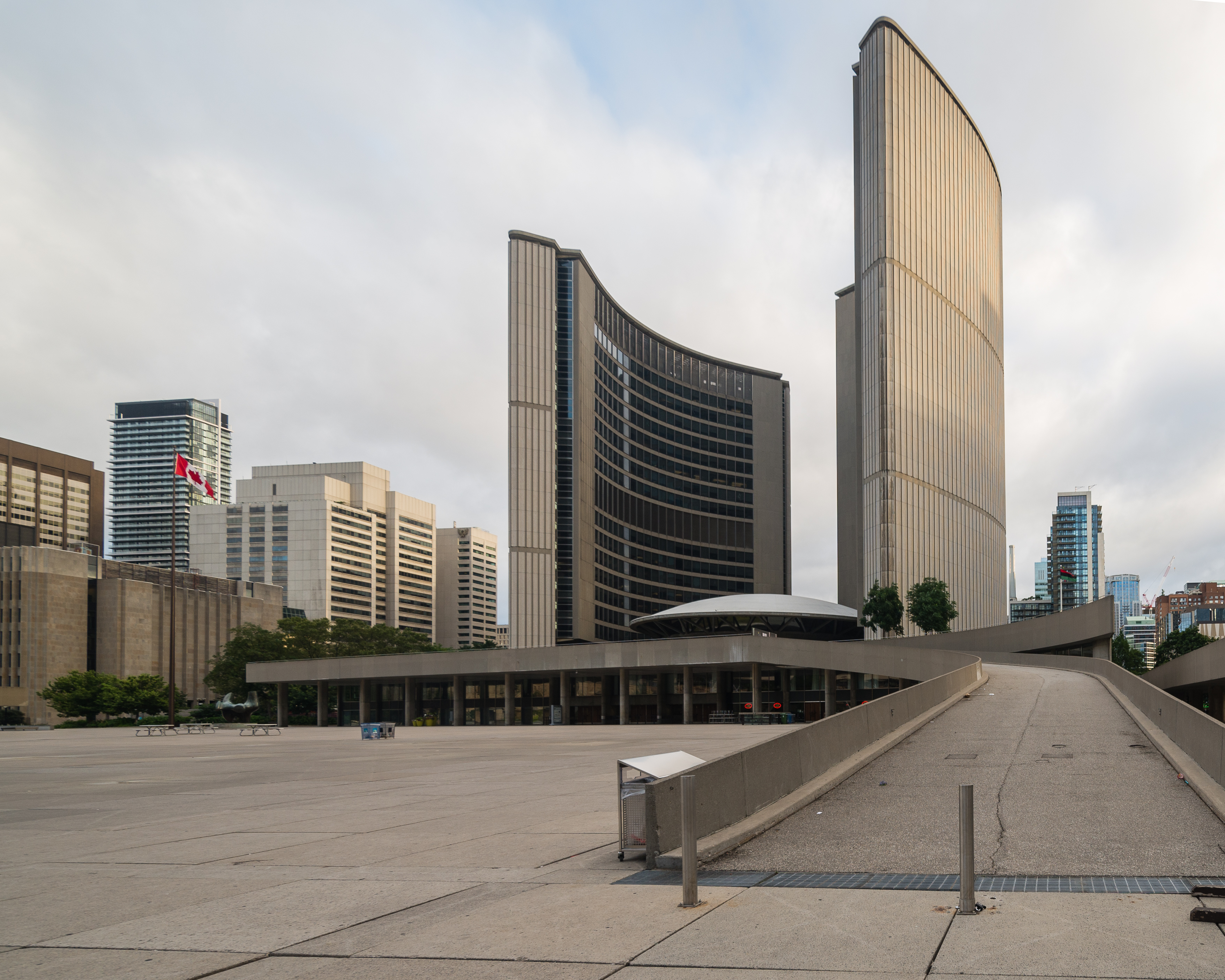
Municipio di Toronto

La città viene amministrata in base al City of Toronto Act secondo cui, la città gode di un elevato grado di autonomia legislativa ed esecutiva. L'amministrazione cittadina si articola in un ramo esecutivo e uno legislativo. Toronto è una città governata dal sindaco e da un consiglio comunale. Il sindaco di Toronto è eletto con voto popolare diretto e rappresenta il capo dell'esecutivo della città.
Il consiglio comunale di Toronto è un organo legislativo unicamerale, composto da 44 consiglieri. Il sindaco e i membri del consiglio comunale restano in carica quattro anni. Fino alle elezioni comunali del 2006 il sindaco e i consiglieri comunali restavano in carica per un periodo di tre anni.

### Quartieri
- Theatre District, (Quartiere dei Teatri di Toronto) è una parte del Toronto Entertainment District in Downtown Toronto, che contiene la più grande concentrazione di teatri con palcoscenico del Canada. È il terzo più grande quartiere dei teatri di lingua inglese al mondo, dopo il West End di Londra e Broadway a New York.[16]

### Gemellaggi
Toronto intrattiene rapporti commerciali con:
- Damasco
- Chongqing
- Eilat
- Francoforte sul Meno
- Rostov sul Don
- San Paolo

Toronto è gemellata con:
- Milano, dal 2003[17]
- Napoli
- Serra San Bruno
- Ho Chi Minh
- Chicago
- Kiev
- Islamabad
- Quito
- Sagamihara
- Volgograd, dal 1991[18]
- Varsavia
- Rosolini
- Roma (accordo internazionale)

## Sport
A Toronto hanno sede numerose squadre militanti nei maggiori campionati nordamericani.
L'hockey su ghiaccio è sicuramente lo sport più seguito e la franchigia dei Toronto Maple Leafs che ha sede in città e gioca all'Air Canada Centre vanta uno stadio tutto esaurito a ogni incontro.
La squadra partecipa al campionato NHL, ma, nonostante il calore dei tifosi, i risultati non sono così eccellenti.
I Maple Leafs, dall'istituzione del campionato NHL nel 1915, hanno vinto tredici titoli (Stanley Cup) ma l'ultima volta che si aggiudicarono il trofeo fu nel 1967.

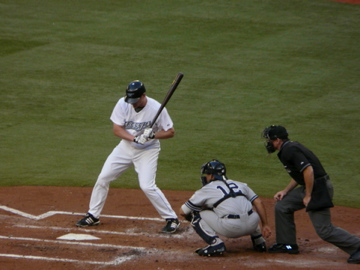
Lyle Overbay in battuta con i Toronto Blue Jays in un incontro di MLB.

Toronto ha anche vinto una Stanley Cup con il nome di Toronto Arenas (1918) e una con il nome di Toronto St. Patricks (1922). Inoltre ha vinto anche un titolo precedente al 1915 con il nome di Toronto BlueShirts (1914). Nella American Hockey League milita il farm team dei Maple Leafs, i Toronto Marlies.
La seconda squadra per importanza in città è la franchigia, militante in Major League Baseball, dei Toronto Blue Jays (ghiandaia azzurra), vincitrice di due titoli mondiali (World Series) nel 1992 e 1993. Toronto è stata l'unica città non statunitense a vincere questo titolo. Ora la squadra, seppur non più vincitrice del titolo, continua a essere una squadra molto forte e compatta. La formazione gioca nel già citato Roger Centre.
A partecipare al campionato NBA, è invece la squadra dei Toronto Raptors. Questa franchigia fu fondata nel 1995 quando il campionato NBA decise di allargare i propri confini per inglobare anche delle squadre canadesi. Insieme ai Raptors vennero istituiti anche i Vancouver Grizzlies ma lo scarso interesse del pubblico e i fondi ristretti convinsero la società a trasferirsi a Memphis nel Tennessee. Toronto è così rimasta l'unica squadra non statunitense nel massimo campionato di basket mondiale. I risultati sono sempre stati piuttosto scarsi: nel 2005 i Raptors sono stati i peggiori del campionato. Nel giugno del 2006 la squadra canadese ha ingaggiato come prima scelta del Draft l'italiano Andrea Bargnani, uno dei più promettenti giovani a livello internazionale. La stagione 2006/07 è stata, per i Raptors, quella della tanto attesa svolta: la squadra, infatti, è riuscita a entrare nei playoff dopo alcuni anni di assenze e pessimi risultati. È uscita comunque al primo turno. Stessa sorte nel 2007/2008. La casa dei Raptors è l'Air Canada Centre. Nel luglio del 2009 la squadra diventa più europea acquisendo due importanti giocatori Marco Belinelli dai Golden State Warriors e Hidayet Türkoğlu dagli Orlando Magic. Nel 2016 entrano nei playoff raggiungendo la finale della Eastern Conference ma vengono eliminati dai successivi vincitori del campionato NBA, i Cleveland Cavaliers. Nel 2019 raggiungono per la prima volta la vittoria del campionato NBA battendo i Golden State Warriors in sei gare.
Partecipano a un campionato internazionale anche i Toronto Rock che militano nella National Lacrosse League. Anche questo team gioca all'Air Canada Centre.
Partecipano invece al campionato della Canadian Football League gli Argonauts, il team di football canadese. Innumerevoli sono i titoli conquistati da questa franchigia, l'ultimo nel 2003. La squadra gioca al Roger Centre.
Dal 2019 i Toronto Arrows partecipano al campionato di rugby della Major League Rugby. Giocano le loro partite al Lamport Stadium.
Infine, dal 2007 la locale squadra di calcio del Toronto FC partecipa alla Major League Soccer, diventando in questo modo la prima squadra canadese a partecipare al torneo. Nella stagione 2017 è il primo club canadese a conquistare il titolo della MLS, inoltre conquista anche il cosiddetto Treble, ovvero la vittoria in un'unica stagione della coppa nazionale, della stagione regolare e della MLS Cup.
Dal 1995 si svolge la maratona di Toronto.
Dal 2011 al 2014 ha ospitato la Tevlin Women's Challenger, vincendo la Tevlin Women's Challenger 2011 nel doppio.